# Vimic
Vimic fue una banda estadounidense de heavy metal formada por Joey Jordison, Jed Simon, Kyle Konkiel, Matthew Tarach, Kalen Chase y Steve Marshall

## Historia
Tras la separación de Joey Jordison con Slipknot a finales de 2013, este optó por dedicar su tiempo a un nuevo proyecto. Scar the Martyr, su proyecto paralelo que lanzó un álbum antes de la disolución, fue parcialmente revivido y renombrado como Vimic, con Jordison reemplazando al vocalista Henry Derek Bonner con Kalen Chase, manteniendo inalterada la alineación restante del proyecto anterior. Según Jordison, Vimic tenía tres canciones listas de inmediato, en el momento en que anunció la banda en una entrevista con José Mangin en Sirius XM el 5 de mayo de 2016. La primera canción, titulada "Simple Skeletons", fue lanzada junto con la banda revelación. El 16 de mayo, lanzaron un video musical para otra canción, "She Sees Everything". El 3 de junio, lanzaron una tercera canción y video musical, "My Fate". La banda inmediatamente comenzó a viajar en 2016 como una pieza de 5, ya que Kris Norris abandonó la banda inmediatamente después del lanzamiento del primer sencillo. Sin embargo, en otoño de 2016, la banda canceló la etapa en el Reino Unido por razones no reveladas. Más tarde ese invierno, anunciaron a Steve Marshall como su nuevo segundo guitarrista, completando el papel dejado vacante por Kris Norris.
Su álbum debut, Open Your Omen, se lanzará en 2018. Poco después de lanzar su canción debut, el exguitarrista de Scar the Martyr, Kris Norris, publicó en su página de Facebook que escribió "Simple Skeletons" y que también había dejado el banda después de ese single. 
A mediados de 2017, surgieron imágenes del líder de Megadeth, Dave Mustaine, trabajando en el estudio con Jordison, alimentando la especulación de que estaba de alguna manera involucrado con la grabación del álbum. En octubre de 2017, finalmente se reveló que Mustaine aparece en la nueva canción "Fail Me (My Temple)", que se lanzó junto con el anuncio de que Open Your Omen ahora se lanzará a través de Universal Music Enterprises en una fecha aún no confirmada en 2018. En el anuncio, también se confirmó que el álbum fue producido por Jordison y Kato Khandwala con mezcla y masterización parcialmente supervisado por Mustaine.
El 12 de junio de 2019, mediante la red social Strapping Young Lad, Jed Simon confirmó que la banda se encuentra actualmente en un hiato indefinido, lo cual ya no estaría activa hasta próximos avisos.

## Miembros de la banda
Miembros Antiguos
- Joey Jordison – Batería (2015–2019)
- Jed Simon – Guitarra, coros (2015–2019)
- Kyle Konkiel – Bajo, coros (2015–2019)
- Matthew Tarach – Teclado, coros (2015–2019)
- Kalen Chase – Voz (2015–2019)
- Steve Marshall – Guitarra, coros (2016–2019)

Anteriores
- Kris Norris - Guitarra, coros (2015-2016)

## Discografía
Álbumes
- Open Your Omen (2025)

Singles
- "Simple Skeletons" (2016)
- "She Sees Everything" (2016)
- "My Fate" (2016)
- "Fail Me (My Temple)" (2017)

Videos musicales
- "She Sees Everything" (2016)
- "My Fate" (2016)